# پوتکاقوچا (کانسپسیون)
پوتکاقوچا (به اسپانیایی: Putkaqucha) یک کوه در پرو است که در Peru, Junín Region واقع شده‌است. پوتکاقوچا ۴٬۸۰۰ متر بالاتر از سطح دریا واقع شده‌است.